# 肯尼斯·派尔
肯尼斯·B·派尔（英語：Kenneth B. Pyle；1936年4月20日—），美国日本学学者，华盛顿大学历史与国际关系荣誉退休教授，《日本研究期刊》创办人，美国国家亚洲研究办公室创办人。自1965年于约翰·霍普金斯大学获日本历史哲学博士学位后，派尔已成为了当代日本学知名专家。他就日本外交关系撰写过数部著作，曾任《日本研究期刊》主编、华盛顿大学亨利·M·杰克逊国际研究学院主任、美国联邦政府日美友好委员会主席、国家亚洲研究办公室主任，1978年随参议员亨利·M·杰克逊访问中国会见邓小平。因其在日本研究和文化交流领域的杰出贡献，1998年被日本政府授予旭日章，2008年获日本国际交流基金奖。2006年，国家亚洲研究办公室以其命名成立了肯尼斯·B·派尔与安妮·H·H·派尔东北亚研究中心。